# Marcellin Jobard
Marcellin Jobard (17 de maio de 1792, Baissey - 27 de outubro de 1861,  Bruxelas) foi um litógrafo, fotógrafo e inventor belga de origem francesa.
Fundador do primeiro estabelecimento importante de litografia da Bélgica, primeiro fotógrafo belga, diretor do Museu da Indústria de Bruxelas de 1841 a 1861, Marcellin Jobard desempenhou um papel hoje pouco conhecido no desenvolvimento artístico, científico e industrial da Bélgica durante o século XIX.

## Biografia

### Infância
Jean-Baptiste-Ambroise-Marcellin Jobard nasceu em Baissey, no departamento francês de Haute-Marne. Seu pai, Claude Jobard, era agricultor e, depois de aposentado, foi prefeito de Baissey por trinta anos. Autor de poemas, vivia em uma casa ao pé de uma colina, onde possuía dois jardins e uma vinha. Casou-se com Marguerite Prudent, filha do preboste do vilarejo.

### Educação
Marcellin Jobard passou seis ou sete anos em Langres, no mesmo colégio em que estudou Denis Diderot. Prosseguiu seus estudos no Liceu Imperial de Dijon, cidade na qual teve aulas com Joseph Jacotot.

### Espiritismo
Quando da morte de Jobard, Allan Kardec comentou no número de dezembro de 1861 da Revista Espírita: "Nenhum jornal do nosso conhecimento falou desta que tinha sido uma das características mais marcantes dos últimos anos de sua vida: sua completa adesão à Doutrina Espírita, cuja causa havia abraçado com entusiasmo". Tendo O Livro dos Espíritos sido publicado em abril de 1857, Jobard anuncia sua crença em carta endereçada a Kardec e publicada na Revista de julho de 1858.
A resposta de Kardec, que está publicada no mesmo número, afirma que "a adesão tão clara e tão franca de um homem do valor do Sr. Jobard é, incontestavelmente, uma preciosa conquista que todos os partidários da Doutrina Espírita aplaudirão". A sua dedicação às ideias espíritas rendeu-lhe o título de presidente honorário da Sociedade Parisiense de Estudos Espíritas, a primeira e então mais importante instituição espírita do mundo.